# 28 messidor
28 prairial 28 thermidor
L'octidi 28 messidor, officiellement dénommé jour de la vesce, est le 298e jour de l'année du calendrier républicain.
C'était généralement le 16e jour du mois de juillet dans le calendrier grégorien.